# 5656 Oldfield
5656 Oldfield este un asteroid din centura principală, descoperit pe 8 octombrie 1920, de Walter Baade.